# Sochař

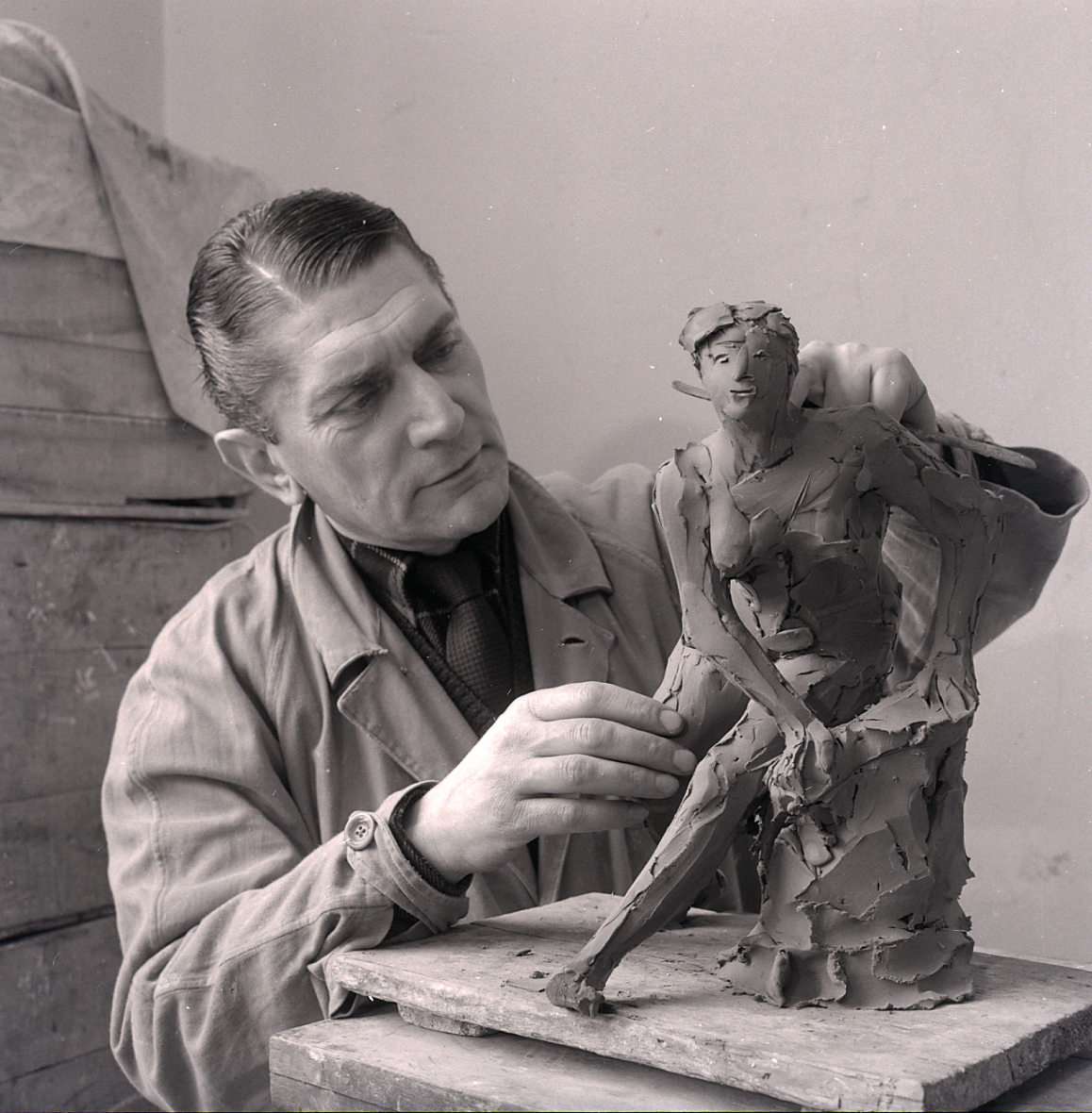
Sochař – fotografie Paolo Monti, 1975

Sochař je umělec, tvůrce sochy, užívající různých technik tvorby jako modelování do hlíny a poté odlévání modelu do sádry a poté převedení do různých jiných materiálů, jako je dřevo, cín, bronz, kámen. Ve 20. století se rozmohlo využití i nejrůznějších jiných materiálů než „klasických“, jako jsou různé plastické hmoty, barevné, průhledné, poloprůhledné, v sochařství se využívá i různé další umělecké sochařské techniky a umělecké malířské techniky.
Sochaře lze dělit například podle materiálu, se kterým pracují, na keramiky, kameníky, kovolijce = slévače, sochaře pracujícími se dřevem (např. řezbáře).
Existují sochaři, specializující se na úzký obor reliéfního umění, medailérství, které vyžaduje zvláštní techniky nejen tvorby a vnímání prostoru, ale i zvláštní nástroje, které se v jiných odvětvích sochařství nepoužívají, jako je zmenšovací strojek. Sochařům, kteří se zabývají medailérstvím se říká medailéři. Asi nejvýznamnějším českým medailérem 20. století byl Otakar Španiel.